# 4 км (зупинний пункт, Донецька дирекція Донецької залізниці)
4 кіломе́тр — пасажирська зупинна залізнична платформа Ясинуватської дирекції Донецької залізниці. Розташована на південному заході Донецька, Петровський район, Донецької області на лінії Рутченкове — Покровськ між станціями Рутченкове (4 км) та Красногорівка (12 км). Поруч знаходиться селище закритої шахти № 29.
Через військову агресію Росії на сході України транспортне сполучення припинене.

## Галерея

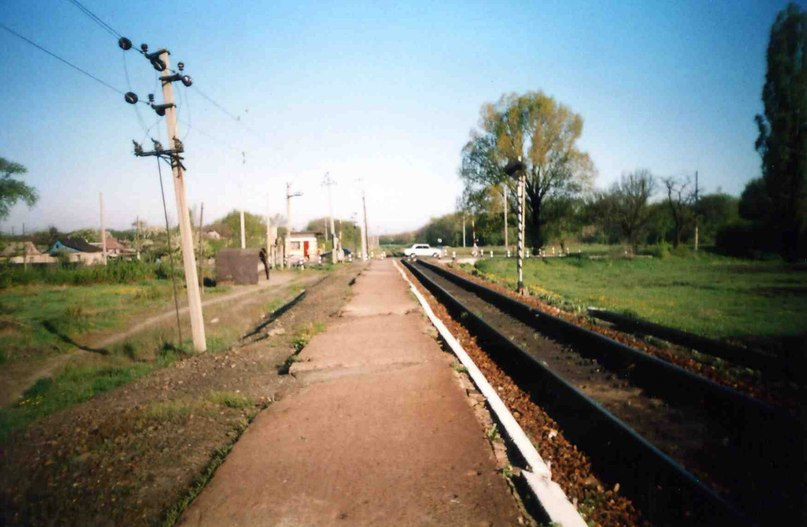
Платформа в напрямі Красногорівки
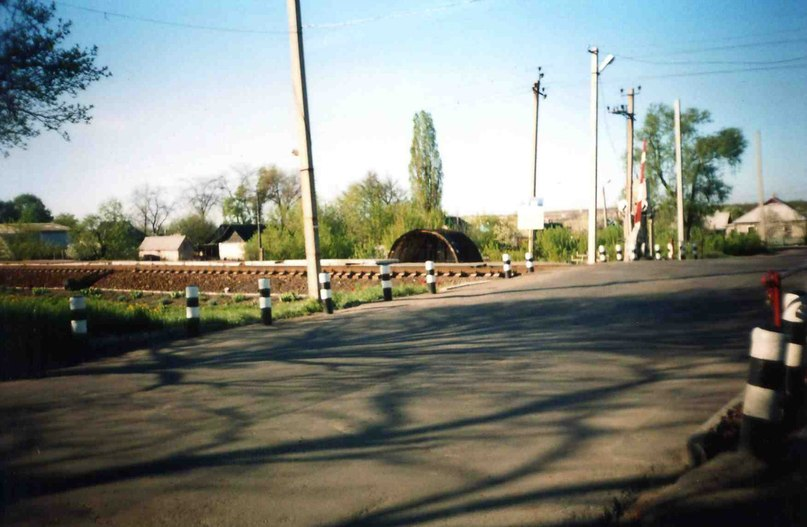
Павільйон, 2009 рік
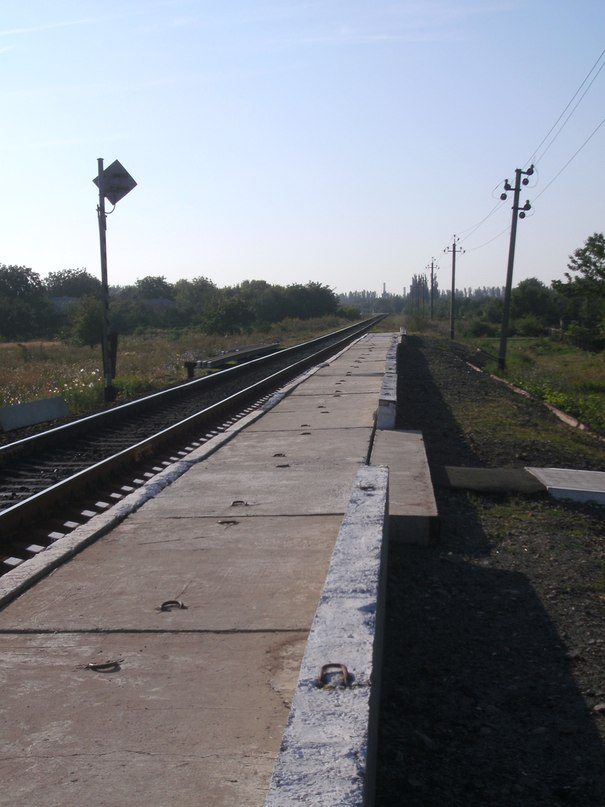
Платформа в напрямі Рутченкового
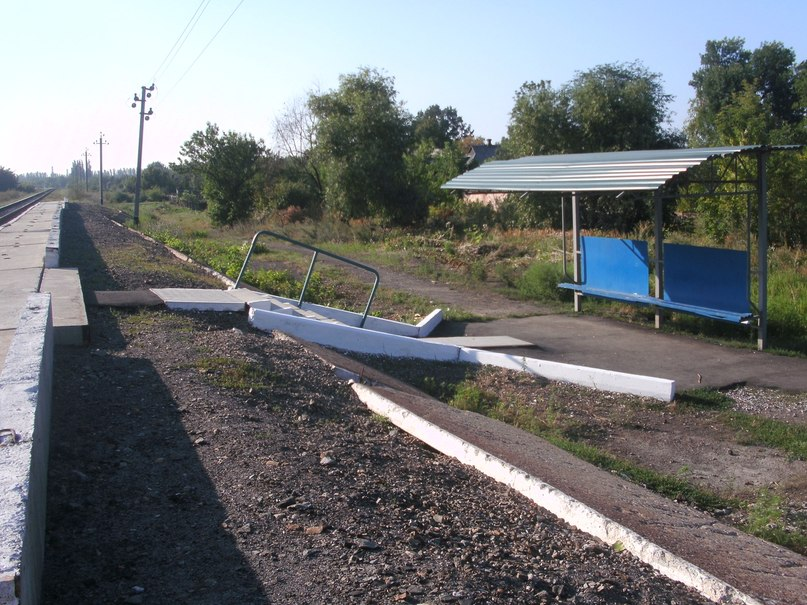
Павільйон, 2013 рік
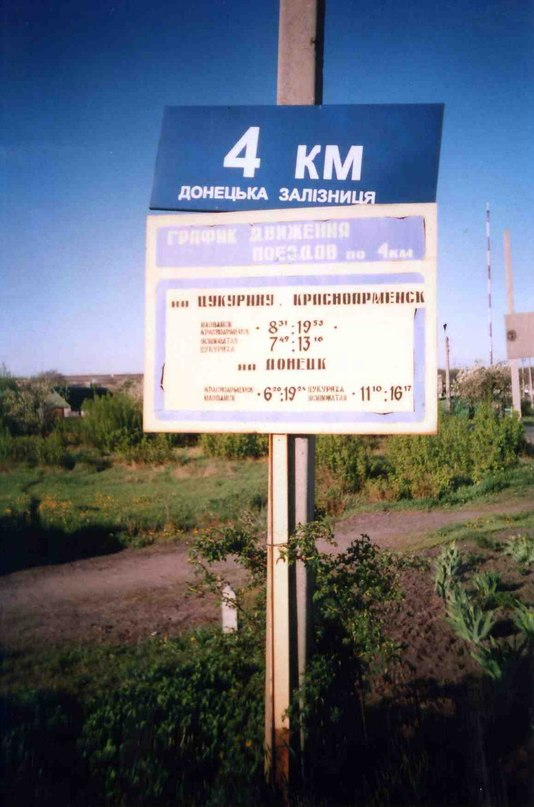
Розклад руху, 2009 рік. Неактуальний